# Александр Жданов. Последний Пан
Александр Жданов. Последний Пан — выставочный арт-проект, посвящённый 85-летию со дня рождения художника Александра Жданова (1938-2006). Выставка проходила с 8 по 25 апреля 2023 года в Ростовском областном музее изобразительных искусств при содействии галереи ZHDANOV.

## О проекте
Выставка «Александр Жданов. Последний Пан» оказалась первой выставкой известного художника на родине, где Жданов родился (станица Вёшенская, Ростовская область) и получил художественное образование в Ростовском художественном училище.
Кураторы выставки — Юрий Фесенко и Светлана Крузе.
В состав экспозиции также включены работы художников круга Жданова, его учеников и соратников по неофициальному искусству 70-90-х годов. Это Леонид Стуканов, Юрий Шабельников, Леонид Кабарухин, Михаил Басов-ст, Валерий Кульченко, Вера Колганова, Юрий Фесенко.

## Состав работ
В экспозицию проекта вошло 10 подлинных работ Александра Жданова из различных частных коллекций:
- «Пан летящий», 1982. Картон, эмаль, битум, белозём, еловая хвоя. 73х70.
- «Маки», 1971. Оргалит, масло. 69х59.
- «Портрет юноши», 1971. Бумага, масло. 62х60.
- «Путём-дорогой», 1979. Холст, масло. 73х73.
- «Мозжинка. Куст бузины», 1982. Картон, масло. 27,5х24.
- «Вход запрещён», 1983. Бумага, тушь. 25х38.
- «Русское Поле. Пан», 1984. Холст, масло. 72х80.
- «Лирический пейзаж в пристанище», 1985. Бумага, тушь. 29,5х42.
- «Три фигуры», 1987. Бумага, тушь. 20,5х29,5.
- «Рождество Христово», 1985. Бумага, тушь. 24х37.

Также на выставке были представлены 79 репродукций графических и живописных работ Жданова различных периодов, преимущественно ростовского (1964-73) и московского/мозжинского (1973-87).

## Цитаты
- «С собой в Америку Жданов взял две или три папки с рисунками и холстами (самое дорогое для своей памяти о Ростове и средней полосе России). Это были портреты на фоне донских степей, пейзажи и рисунки с его главной темой того периода — историей мифологического Пана. Эти работы находятся не в России и сейчас хранятся в собрании семьи художника. Получается, что сегодня в Ростовском музее изо будет представлено наиболее полное собрание работ периода жизни и работы художника в Ростове 1960-70-х годов и последних двух-трех лет перед отъездом из СССР. Он всю жизнь считал себя русским художником, родившимся на Дону и впитавшим дух природы Дона и средней полосы России»[1] — Юрий Фесенко, 2023.
- «В РОМИИ на Чехова вчера открылась одна из самых важных выставок за последнее время. Работы Александра Жданова и его таганрогско-ростовского круга. А это очень важный круг. Стуканов, Шабельников, Басов, Кульченко, Фесенко... Открытие оказалось на удивление многолюдным и содержательным. Выставку считаю обязательной к посещению»[9] — Владимир Козлов, 2023 .
- «Впервые на родине искусство донского казака Александра Жданова прозвучало полифонически мощно в сопровождении биографических фотоматериалов донского и звенигородского периодов, в которых узнаются его колоритные друзья-однокурсники из грековского училища, раскрываются просторы звенигородской земли и силуэты любимых дерев. В продуманной концепции выставочного проекта раскрылись необъятные силы природы, которые поили мощный дар отчаянной души, продирающейся сквозь бурелом ночных лесов, летящей в великом молчании ночного неба и сливающейся с излучающими белый свет снежными полями»[8] — Ирина Гуржиева, 2023.